# Нунатсиавут
Нунатсиавут (англ. Nunatsiavut) — автономная территория инуитов в канадской провинции Ньюфаундленд и Лабрадор.
Площадь — 72 520 км². На востоке — полуостров Унгава. Климат суров. Нунавик покрывают тундры, на крайнем юге — тайга.
Численность населения составляет 2 160 чел. (2006 г.), быстро растёт за счёт высокого естественного прироста коренных жителей — инуитов (эскимосов), которые составляют свыше 90 % населения. Их родной язык — нунавиммиутитут.
Столица — Хоупдэйл и Нейн - Nain or Naina (Inuit: Nunajnguk).
Официальные языки — нунавиммиутитут (родной для 90 % населения) и английский. Нунавик имеет своё правительство — Кативик.